# Енбекши (Ордабасинский район)
Енбекши (каз. Еңбекші, до 199? г. — Ленино) — село в Ордабасинском районе Туркестанской области Казахстана. Входит в состав Торткольского сельского округа. Код КАТО — 514653300.

## Население
В 1999 году население села составляло 460 человек (235 мужчин и 225 женщин). По данным переписи 2009 года, в селе проживало 625 человек (333 мужчины и 292 женщины).